# La Cité des jarres
La Cité des jarres (Mýrin, « marécage ») est un roman policier islandais d'Arnaldur Indriðason. 
Publié en Islande en 2000, puis en France aux éditions Métailié en 2005, ce roman a été traduit en français par Éric Boury.

## Résumé
Ce roman est la troisième enquête publiée en Islande, mais la première en France, du commissaire Erlendur, héros d'une série de romans d'Arnaldur Indriðason, et le cinquième roman de la chronologie fictionnelle du personnage, deux préquelles étant sorties ultérieurement.
Erlendur enquête sur la mort d'Holberg, un vieux monsieur solitaire. Il remonte dans le passé de la victime : l'homme est l'auteur de plusieurs viols restés impunis. Erlendur découvre le corps d'un jeune homme, enseveli depuis les années 1960 dans le soubassement d'une maison du quartier de Norðurmýri (le marais du Nord), sous laquelle le sol spongieux s'est affaissé. L'assassin a utilisé l'espace entre la chape de ciment et le sol pour cacher le cadavre. Mais, là encore, la description n'est qu'un prétexte, illustrant une obsession islandaise : celle des disparitions. Holberg était atteint d'une maladie génétique rare qu'il a transmise à certains de ses descendants.

## Adaptation
- 2006 : Jar City (Mýrin), film islando-germano-danois, réalisé par l'Islandais Baltasar Kormákur, adaptation du roman La Cité des jarres, avec Ingvar Eggert Sigurðsson dans le rôle du commissaire Erlendur

## Récompenses
- 2002 : prix Clé de verre du roman noir scandinave
- 2006 : Prix Mystère de la critique
- 2006 : Prix Cœur noir

## Éditions
- Métailié, 2004  (ISBN 2-86424-524-8)
- Points Policier no P1494, 2006  (ISBN 2-7578-0023-X)